# Jean Aicard

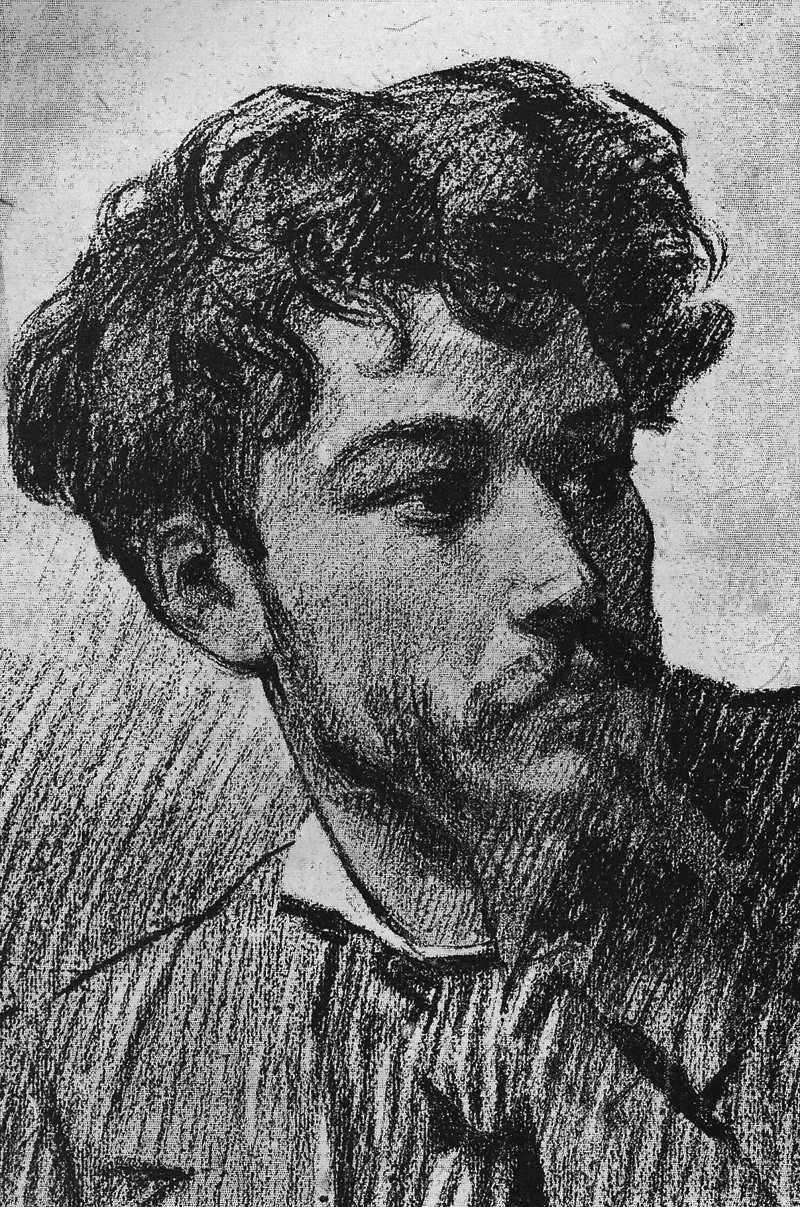
Jean Aicard

Jean François Victor Aicard (* 4. Februar 1848 in Toulon; † 13. Mai 1921 in Paris) war ein französischer Dichter, Romancier und Dramatiker.
Besonders bekannt wurde er durch sein 1908 erschienenes Werk Maurin des Maures.
Aicard wurde 1909 zum Mitglied der Académie française gewählt und 1901 zum Offizier der Ehrenlegion ernannt.
Der literarische Nachlass des Schriftstellers befindet sich im Archiv der Stadt Toulon.

## Werke
Poesie
- Les Rebellions et les apaisements (1871)
- Les Poèmes de Provence (1874)
- La Chanson des enfants (1876)
- Miette et Note (1880)
- Le Livre d'heures de l'amour (1887)
- Roi de Camargue (1890)
- Jésus (1896)

Romane und Novellen
- Notre-Dame-d'Amour (1896). Online-Text:
- L'Âme d'un enfant (1898)
- Tatas (1901)
- Benjamine (1906)
- La Vénus de Milo (1874)
- Maurin des Maures (1908)

Theaterstücke
- Pygmalion. 1878 (frei nach Jean-Jacques Rousseau)
- Othello ou le More de Venise. 1881 (frei nach William Shakespeare)
- Le Père Lebonnard (1889)

## Weblinks

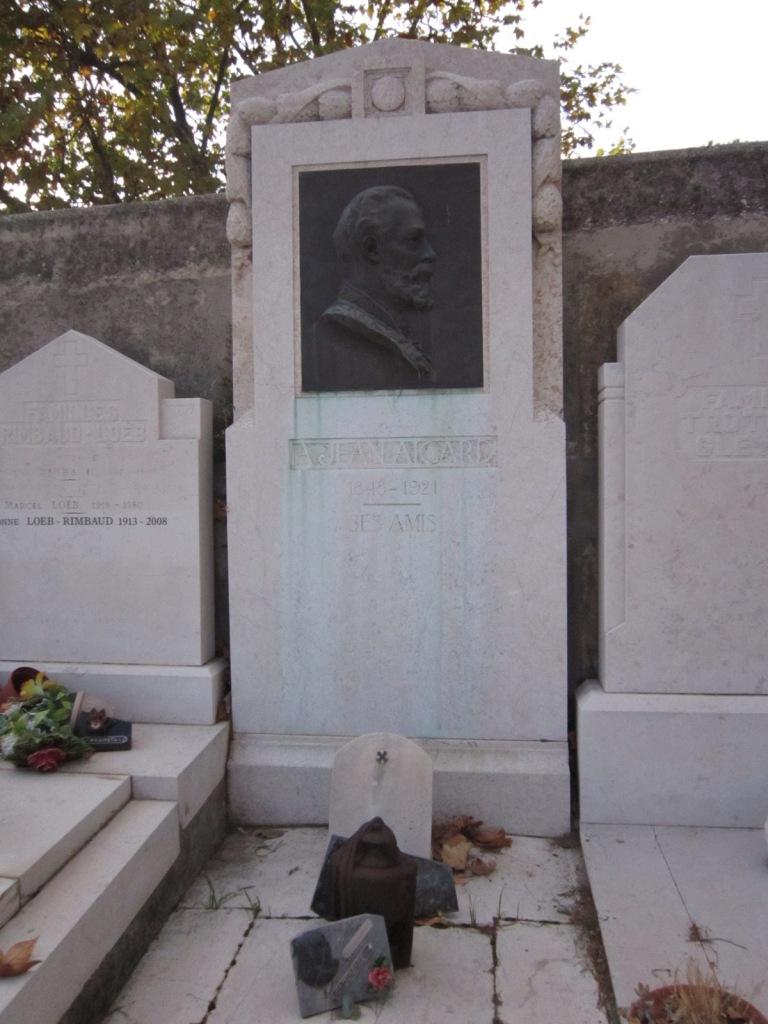
Grab in Toulon